# Ercé-près-Liffré
Pour les articles homonymes, voir Ercé.
Ercé-près-Liffré est une commune française située dans le département d'Ille-et-Vilaine, en région Bretagne, au nord de Rennes.

## Géographie
Au cœur du département d'Ille-et-Vilaine, la commune d'Ercé-près-Liffré est située à un peu plus de 20 km au nord-est de la ville de Rennes, entre l'autoroute A84 (autoroute des Estuaires) et la route départementale 175, route d'Antrain. C'est une commune rurale qui s'étend sur 1 578 ha au centre d'un ensemble forestier composé par les forêts domaniales de Rennes (au sud), de Saint-Aubin-du-Cormier (au nord-est) et de Liffré (au sud-est). Le territoire communal est vallonné. Il est traversé d'est en ouest par la vallée de l'Illet. Les forêts avoisinantes sont des sites pour les amateurs de VTT.

### Communes limitrophes
Ercé-près-Liffré est limitrophe de six autres communes.

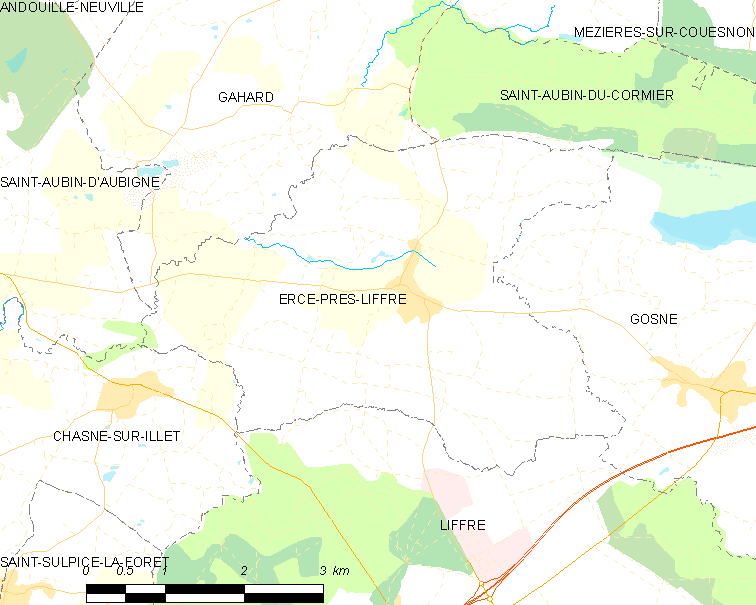
Carte de la commune de Ercé-près-Liffré et de ses proches communes.

| Gahard                |                  | Saint-Aubin-du-Cormier |
| Saint-Aubin-d'Aubigné | Ercé-près-Liffré | Gosné                  |
| Chasné-sur-Illet      | Liffré           |                        |

### Hydrographie
Pour un article plus général, voir Réseau hydrographique d'Ille-et-Vilaine.
La commune est située dans le bassin Loire-Bretagne. Elle est drainée par l'Illet, un bras de l'illet, le Riclon, le Burette, l'Étang d'Ouée, le ruisseau de Hen herveleu et le ruisseau de la Mare,,.
L'Illet, d'une longueur de 34 km, prend sa source dans la commune de Saint-Aubin-du-Cormier et se jette  dans l'Ille à Betton, après avoir traversé neuf communes. 
Le Riclon, d'une longueur de 13 km, prend sa source dans la commune de Mézières-sur-Couesnon et se jette  dans l'Illet  sur la commune, après avoir traversé quatre communes. 

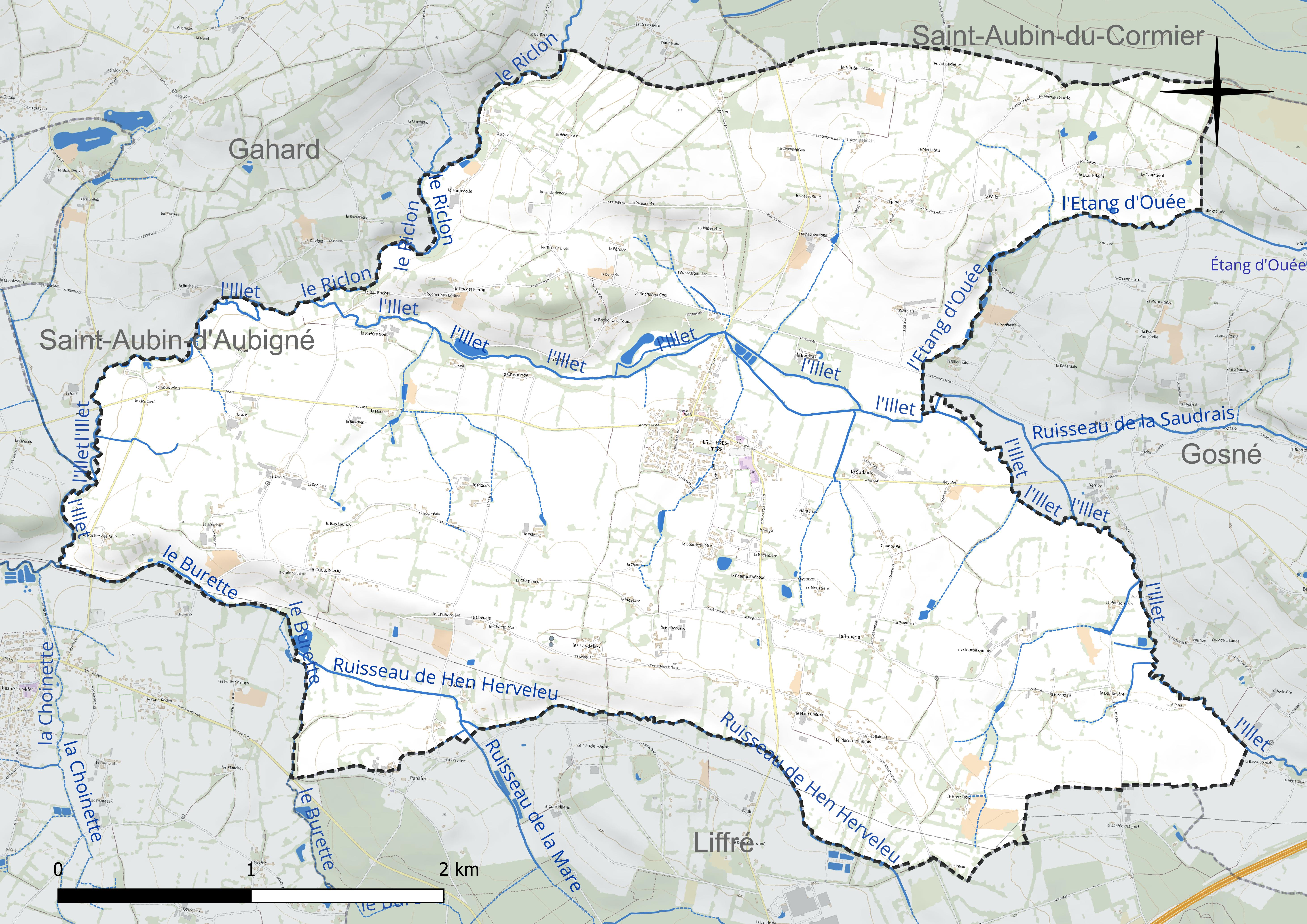
Réseau hydrographique d'Ercé-près-Liffré.

### Climat
Pour des articles plus généraux, voir Climat de la Bretagne et Climat d'Ille-et-Vilaine.
En 2010, le climat de la commune est de type climat océanique altéré, selon une étude du CNRS s'appuyant sur une série de données couvrant la période 1971-2000. En 2020, Météo-France publie une typologie des climats de la France métropolitaine dans laquelle la commune est exposée à un climat océanique et est dans la région climatique  Bretagne orientale et méridionale, Pays nantais, Vendée, caractérisée par une faible pluviométrie en été et une bonne insolation. Parallèlement l'observatoire de l'environnement en Bretagne publie en 2020 un zonage climatique de la région Bretagne, s'appuyant sur des données de Météo-France de 2009. La commune est, selon ce zonage, dans la zone « Intérieur Est  », avec des hivers frais, des étés chauds et des pluies modérées.  
Pour la période 1971-2000, la température annuelle moyenne est de 11,4 °C, avec une amplitude thermique annuelle de 12,7 °C. Le cumul annuel moyen de précipitations est de 788 mm, avec 12,7 jours de précipitations en janvier et 7,2 jours en juillet. Pour la période 1991-2020, la température moyenne annuelle observée sur la station météorologique la plus proche, située sur la commune de Feins à 12 km à vol d'oiseau, est de 11,9 °C et le cumul annuel moyen de précipitations est de 816,2 mm,. Pour l'avenir, les paramètres climatiques de la commune estimés pour 2050 selon différents scénarios d'émission de gaz à effet de serre sont consultables sur un site dédié publié par Météo-France en novembre 2022.

## Urbanisme

### Typologie
Au 1er janvier 2024, Ercé-près-Liffré est catégorisée bourg rural, selon la nouvelle grille communale de densité à sept niveaux définie par l'Insee en 2022.
Elle est située hors unité urbaine. Par ailleurs la commune fait partie de l'aire d'attraction de Rennes, dont elle est une commune de la couronne,. Cette aire, qui regroupe 183 communes, est catégorisée dans les aires de 700 000 habitants ou plus (hors Paris),.

### Occupation des sols
L'occupation des sols de la commune, telle qu'elle ressort de la base de données européenne d'occupation biophysique des sols Corine Land Cover (CLC), est marquée par l'importance des territoires agricoles (97,6 % en 2018), une proportion sensiblement équivalente à celle de 1990 (98,1 %). La répartition détaillée en 2018 est la suivante : 
zones agricoles hétérogènes (49 %), prairies (27,6 %), terres arables (21 %), zones urbanisées (2,1 %), forêts (0,2 %), milieux à végétation arbustive et/ou herbacée (0,1 %). L'évolution de l'occupation des sols de la commune et de ses infrastructures peut être observée sur les différentes représentations cartographiques du territoire : la carte de Cassini (XVIIIe siècle), la carte d'état-major (1820-1866) et les cartes ou photos aériennes de l'IGN pour la période actuelle (1950 à aujourd'hui).

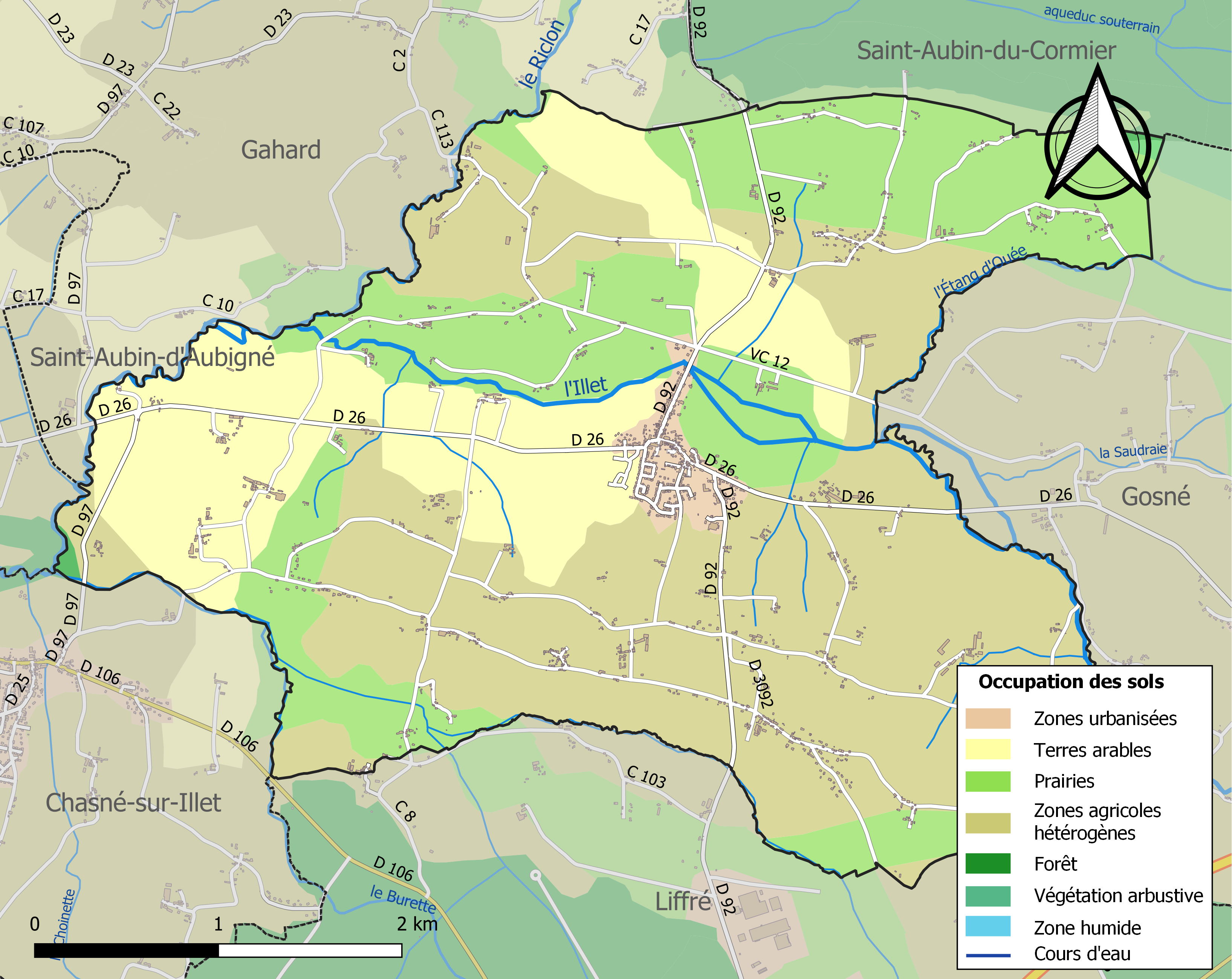
Carte des infrastructures et de l'occupation des sols de la commune en 2018 (CLC).

## Toponymie
Le nom de la localité est attesté sous les formes ecclesia de Herciaca en 1030, ecclesia Hercei en 1055, Herceium en 1263, Erceyum prope Gahardum en 1516[réf. à confirmer].
En gallo, langue traditionnelle des habitants d'Ercé-près-Liffré, la commune est appelée Erçë.

## Histoire

### Préhistoire
La présence humaine sur le territoire d'Ercé est attestée dès le Néolithique comme en témoigne l'Alignement du Bas Rocher et des découvertes archéologiques (haches polies au lieu-dit Rocher des Amis, silex taillés au lieu-dit du Bignon).

### Antiquité
L'époque gallo-romaine a laissé des traces aux lieux-dits la Touche et Milieu-Papillon, des vestiges d'une motte castrale sont visibles au Bordage.

### Moyen Âge
Les premières traces écrites de l'histoire paroissiale remontent au XIe siècle. La paroisse d'Ercé apparaît sous le nom de Herciaca puis de Hercei. Elle relevait de la juridiction du Bordage, seigneurie  constituée par la famille de Montbourcher. Les traces d'un premier « château sur motte » date de la première moitié du XIIIe siècle. Le château fort fut édifié au XVe siècle. Le nom d'Ercé continue à évoluer : au début du XVIe siècle on parle d'Ereyum prope Gahardum.

### Temps modernes

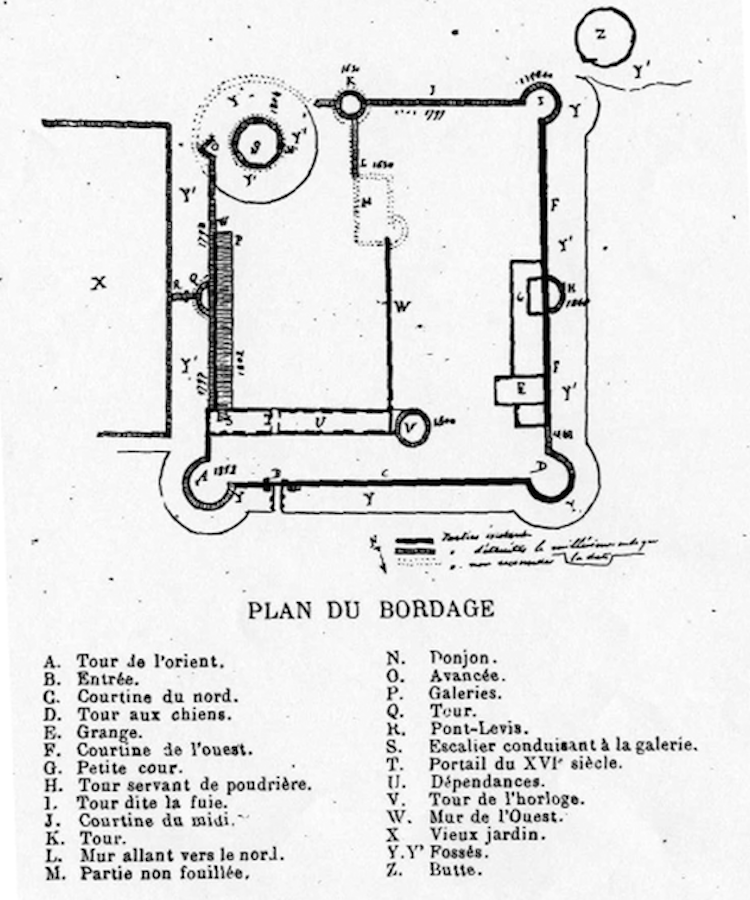
Plan du château du Bordage.

Après l'adhésion de ces puissants seigneurs à la religion réformée (1563), le Bordage devient un important centre calviniste et un refuge pour les huguenots du pays rennais. Cette importante châtellenie est érigée par Louis XIV en marquisat du Bordage, en mai 1656, en faveur de René IV de Montbourcher, maréchal de camp, avec supériorité sur les paroisses s'étendant de La Bouëxière à Vignoc. On voyait autrefois dans le bourg, des halles et les prisons de la seigneurie du Bordage. Les marques de cette puissance furent détruites pendant la Révolution.

### LeXXesiècle
De nombreuses communes rurales, jusqu'au début du XXe siècle, à Ercé, on extrait des matériaux de construction ou de remblai. Une carrière d'ardoise existait au lieu-dit les Buttes. Elle fut abandonnée en 1918. À la Boule d'Or il y avait une carrière de pierre abandonnée en 1948. Les activités de transformation des productions agricoles étaient nombreuses : huit moulins fonctionnaient le long de l'Illet, sept bouchers exerçaient sur la commune. Chaque maison du bourg ou presque abritait une activité commerciale ou artisanale.
Le XXe siècle est marqué par un exode rural important jusqu'en 1975. Pour Ercé-près-Liffré, c'est la fin d'une époque basée exclusivement sur l'agriculture et ses activités annexes.

#### L'Entre-deux-guerres
Le monument aux morts d'Ercé-près-Liffré est inauguré le 3 juillet 1921.

## Économie
-->

## Démographie
L'évolution du nombre d'habitants est connue à travers les recensements de la population effectués dans la commune depuis 1793. Pour les communes de moins de 10 000 habitants, une enquête de recensement portant sur toute la population est réalisée tous les cinq ans, les populations de référence des années intermédiaires étant quant à elles estimées par interpolation ou extrapolation. Pour la commune, le premier recensement exhaustif entrant dans le cadre du nouveau dispositif a été réalisé en 2007.
En 2022, la commune comptait 2 010 habitants, en évolution de +12,61 % par rapport à 2016 (Ille-et-Vilaine : +5,46 %, France hors Mayotte : +2,11 %).
| 1793  | 1800  | 1806  | 1821  | 1831  | 1836  | 1841  | 1846  | 1851  |
| ----- | ----- | ----- | ----- | ----- | ----- | ----- | ----- | ----- |
| 1 340 | 1 318 | 1 348 | 1 408 | 1 589 | 1 550 | 1 503 | 1 531 | 1 567 |

| 1856  | 1861  | 1866  | 1872  | 1876  | 1881  | 1886  | 1891  | 1896  |
| ----- | ----- | ----- | ----- | ----- | ----- | ----- | ----- | ----- |
| 1 565 | 1 576 | 1 560 | 1 591 | 1 613 | 1 652 | 1 608 | 1 479 | 1 508 |

| 1901  | 1906  | 1911  | 1921  | 1926  | 1931  | 1936  | 1946  | 1954 |
| ----- | ----- | ----- | ----- | ----- | ----- | ----- | ----- | ---- |
| 1 425 | 1 354 | 1 219 | 1 113 | 1 093 | 1 069 | 1 041 | 1 011 | 971  |

| 1962 | 1968 | 1975 | 1982  | 1990  | 1999  | 2006  | 2007  | 2012  |
| ---- | ---- | ---- | ----- | ----- | ----- | ----- | ----- | ----- |
| 868  | 813  | 763  | 1 024 | 1 122 | 1 364 | 1 742 | 1 796 | 1 759 |

| 2017  | 2022  | - | - | - | - | - | - | - |
| ----- | ----- | - | - | - | - | - | - | - |
| 1 808 | 2 010 | - | - | - | - | - | - | - |

## Éducation
La commune dispose de deux écoles :
- l'école Paul-Émile-Victor (école publique) ;
- l'école du Sacré-Cœur (école privée sous contrat).

## Équipements
La commune dispose de divers équipements :
- une salle des sports : espace Nelson-Mandela ;
- un espace culturel : le Relais des cultures ;
- une médiathèque ;
- une salle des fêtes ;
- un centre de loisirs : Espace jeunes ;
- des salles pour les associations : salles de la Vallée ;
- une maison intercommunale : Relais intercommunal parents assistants maternels enfants (Ripame) ;
- des terrains de football ;
- un skatepark ;
- un restaurant scolaire.

## Lieux et monuments

### Patrimoine civil

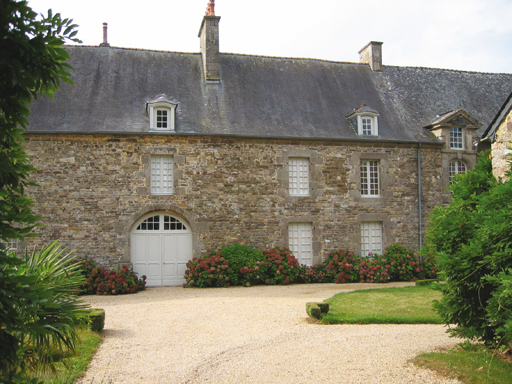
Vue du château du Bordage.

- Château du Bordage : château fort jusqu'au XVIIe siècle, propriété privée.

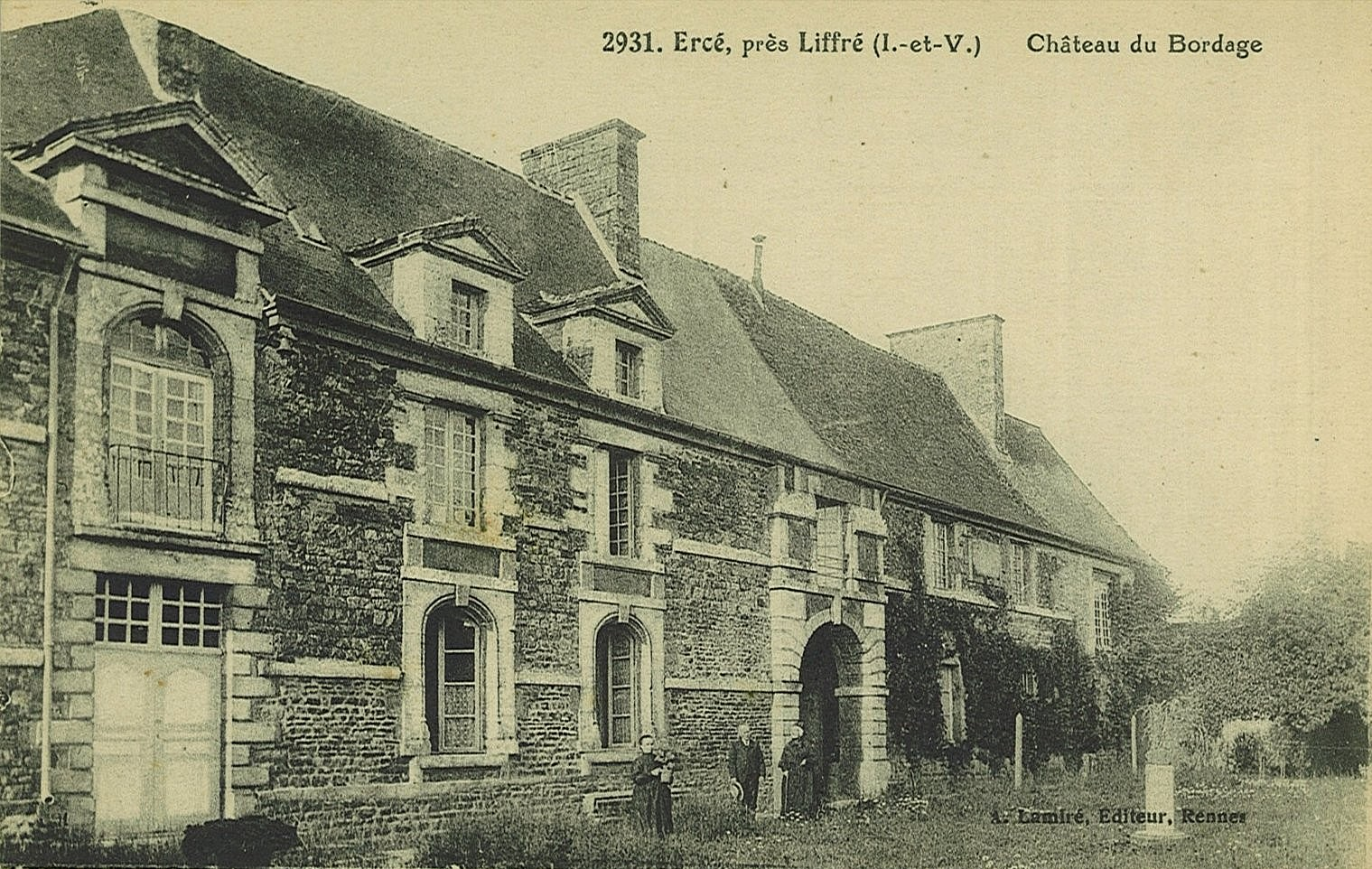
Le château du Bordage au début du XXe siècle (carte postale).

- Manoir de Néraunay.

### Patrimoine religieux

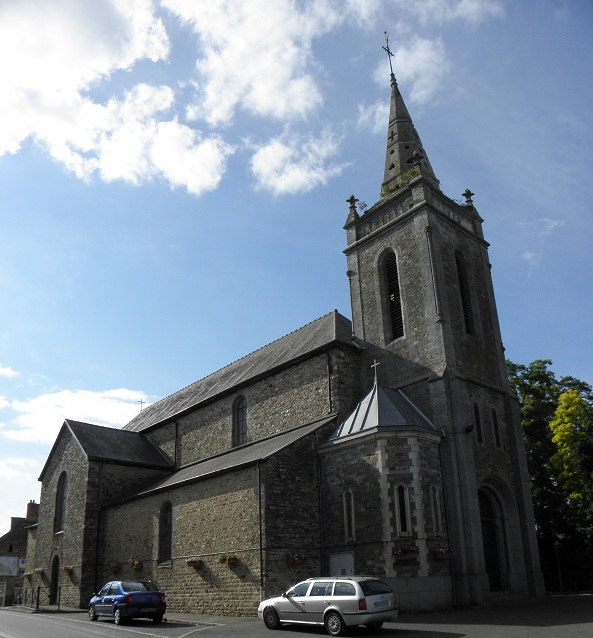
L'église Saint-Jean-Baptiste.

- Église Saint-Jean-Baptiste : peu après la reconstruction de l´église par l'architecte Anger de La Loriais, qui s´achève en 1849, les principales pièces du mobilier sont mises en place. Tandis que le maître-autel est racheté à l'église Notre-Dame de Rennes dès 1850, la paroisse passe une importante commande à l'ébéniste rennais Jean-Julien Hérault qui réalise successivement la chaire à prêcher (1849), les autels secondaires nord et sud, dédiés à la Vierge et à sainte Anne (1851) et, quelques années plus tard, en 1859, l´ensemble des boiseries du chœur, stalles, niches et lambris. Cet ensemble, remarquable par sa qualité d´exécution, est conçu dans un style néogothique s´accordant au parti architectural de l´édifice et reçoit en complément une série de statues de plâtre polychrome. Celle de l'Éducation de la Vierge est due au sculpteur rennais Jean-Marie Valentin et fut acquise en 1861, pour 250 francs. À la même époque sont mis en place le chemin de croix, les fonts baptismaux (1856), les bancs, le siège de célébrant avec deux tabourets (1860) et les meubles de la sacristie, le reste du petit mobilier et des objets liturgiques étant acquis progressivement durant le quatrième quart du XIXe siècle. En 1883, les maîtres verriers Lecomte et Colin de Rennes réalisent les verrières de la nef, puis, en 1891, les trois du chœur ; ces dernières reçoivent un traitement privilégié en regard de celles du transept (non datées), où la surface de décor géométrique est dominante. La majeure partie des ornements liturgiques et des textiles aujourd'hui conservés, de même que les bannières, les lanternes et croix de procession ou les garnitures d´autel, sont acquises à la fin du XIXe et surtout au début du XXe siècle. En 1934, les paroissiens offrent une croix monumentale en souvenir du jubilé de la Rédemption tout en respectant le style de la décoration intérieure.

Dans son ensemble, le mobilier de l´église témoigne d'un aménagement assez homogène réalisé durant la seconde moitié du XIXe siècle ; pourtant quelques éléments rappellent l'histoire ancienne de la paroisse. Hormis deux dalles funéraires du début du XIXe siècle, l'église conserve les fragments d´une statue de son saint patron, saint Jean-Baptiste, et d'un Christ en croix, deux vases sacrés des XVIIe et XVIIIe siècles, ainsi que deux confessionnaux de style rocaille et deux tableaux placés de part et d´autre du chœur, datant du XVIIIe siècle. Le tableau du Baptême du Christ ornait certainement le retable des fonts baptismaux de l'ancienne église ; il est attribuable au peintre rennais Duparc qui signe le tableau de Sainte Véronique en 1741.
Par convention, on considère que l'église est orientée est-ouest ; les verrières sont numérotées impaires au nord, paires au sud, en commençant par l'est.

## Personnalités liées à la commune
- Paul Sébillot (1843-1918), écrivain et ethnologue. Il s'est marié à Ercé-près-Liffré et a vécu au château du Bordage[33].
- Samuel Étienne (né en 1971), présentateur de l'émission de France 3 Questions pour un champion, présente le village comme le berceau de sa famille[34].